# Abdoulaye
Abdoulaye ist ein westafrikanischer männlicher Vorname, der auch als Familienname auftreten kann. 

## Herkunft und Bedeutung
Bei Abdoulaye handelt es sich um eine Variante von Abd Allah, die in Teilen des französisch beeinflussten Westafrikas verwendet wird.

## Verbreitung
Der Name wird in Deutschland seit 2011 regelmäßig vergeben, und zwar in den letzten 10 Jahren rund 100 Mal. In Österreich wurden insgesamt zwei Kinder im Jahr 2014 und 2017 so genannt. Abdoulaye kommt in der Schweiz seit Anfang der 1970er Jahre fast alljährlich in der Namensgebung vor. 172 Personen tragen diesen Namen (Stand 2022).
In Frankreich ist der Name seit Anfang der 1980er Jahre in den Top-500 anzutreffen. In den letzten Jahren wird er beliebter, die beste Platzierung erzielte er im Jahr 2023 mit Platz 275. Der Name wird in Belgien seit 2007 jedes Jahr gewählt. Dahingegen kommt er in Dänemark und England nur sporadisch vor. In Spanien tauchte der Name in den 1970er und 1980er Jahren auf, er ist aber selten.
Seit Anfang der 1990er Jahre wird der Name in den USA jährlich bei der Namenswahl berücksichtigt. In diesem Zeitraum wurden etwa 840 Jungen so genannt. Auch in Kanada kommt der Name in den letzten Jahren regelmäßig in der Namensgebung vor, und zwar seit Mitte der 1980er Jahre. Er wird aber nur selten vergeben.

## Namensträger

### Vorname
- Abdoulaye Badié (* 1963), nigrischer Offizier
- Abdoulaye Boukari Ousmane (* 1992), nigrischer Fußballspieler
- Abdoulaye Diaby (* 2000), malischer Fußballspieler
- Abdoulaye Diakhaté (* 1988), senegalesischer Fußballspieler
- Abdoulaye Diallo (* 1992), französischer Fußballspieler
- Abdoulaye Faye (* 1978), senegalesischer Fußballspieler
- Abdoulaye Hamani Diori (1945–2011), nigrischer Politiker und Geschäftsmann
- Abdoulaye Ibrahim (* 1986), togoischer Fußballspieler
- Abdoulaye Khamed (1956–2020), nigrischer Medienmanager und Politiker
- Abdoulaye Mamani (1932–1993), nigrischer Schriftsteller und Politiker
- Abdoulaye Méïté (* 1980), ivorischer Fußballspieler
- Abdoulaye Mounkaïla (* 1955), nigrischer Offizier
- Abdoulaye Niandou Souley (1962/1963–2010), nigrischer Politikwissenschaftler und Rechtswissenschaftler
- Abdoulaye Sadji (1910–1961), senegalesischer Dichter französischer Sprache
- Abdoulaye Sané (* 1992), senegalesischer Fußballspieler
- Abdoulaye Sessouma, ivorischer Radrennfahrer
- Abdoulaye Seye (1934–2011), senegalesischer Leichtathlet
- Abdoulaye Sékou Sow (1931–2013), malischer Politiker
- Abdoulaye Traoré (* 1967), ivorischer Fußballspieler
- Abdoulaye Traoré, ivorischer Radrennfahrer
- Abdoulaye Wade (* 1926), senegalesischer Politiker

### Familienname
- Abdelkerim Abdoulaye (* 1982), tschadischer Leichtathlet
- Aboukar Abdoulaye Diori (* 1975), nigrischer Diplomat
- Brahim Abdoulaye (* 1970), tschadischer Leichtathlet
- Bruce Abdoulaye (* 1982), kongolesischer Fußballspieler
- Diop Abdoulaye, senegalesischer Karatesportler
- Djideo Abdoulaye (* 1988), tschadischer Fußballspieler
- Mahamat Abdoulaye (* 1953), tschadischer Politiker
- Souley Abdoulaye (1956–2023), nigrischer Politiker
- Yacoub Abdoulaye (* 1990), tschadischer Fußballspieler